# Megacyllene lutosa
Megacyllene lutosa là một loài bọ cánh cứng trong họ Cerambycidae.